# Nannofulcinia pulchra
Nannofulcinia pulchra är en bönsyrseart som beskrevs av Max Beier 1965. Nannofulcinia pulchra ingår i släktet Nannofulcinia och familjen Iridopterygidae. Inga underarter finns listade i Catalogue of Life.